# Maggie e l'incredibile Birba
Maggie e l'incredibile Birba (Maggie and the Ferocious Beast) è una serie televisiva a cartoni animati canadese prodotta da Teletoon Productions e Nelvana e basata sui libri di Michael e Betty Paraskevas, che sono anche i creatori della serie.
La serie è stata trasmessa negli Stati Uniti su Nickelodeon, dal 5 giugno 2000 al 9 giugno 2002; in Italia è stata trasmessa su Italia 1, a partire dal 12 giugno 2004 con la sigla cantata da Cristina D'Avena.

## Episodi
| Stagione         | Episodi | Prima TV originale | Prima TV Italia |
| ---------------- | ------- | ------------------ | --------------- |
| Prima stagione   | 13      | 2000               | 2004            |
| Seconda stagione | 13      | 2001               | 2004-2005       |
| Terza stagione   | 13      | 2002               | 2005            |

## Personaggi
- Daniela Fava: Maggie
- Pietro Ubaldi: Birba
- Jasmine Laurenti: Hamilton Hocks
- Patrizio Prata: Rudy